# Transfiguratiekathedraal (Oeglitsj)
De Kathedraal van de Transfiguratie (Russisch: Спасо-Преображенский собор) is een Russisch-orthodoxe kerk in het Russische stadje Oeglitsj. De kathedraal is een belangrijke religieuze en toeristische trekpleister en is gelegen aan de oever van de Wolga. 
De kerk werd in 1713 op de plaats van een oude vervallen kathedraal gebouwd en is kenmerkend voor de stijl van de 17e-eeuwse Jaroslavl-architectuur. Het interieur van de kerk werd door de lijfeigene Timofej Medvedev in de jaren 1810-1811 beschilderd. De wanden en gewelven verbeelden 59 voorstellingen uit het Nieuwe Testament. Andere bezienswaardigheden zijn de iconostase uit 1860 en een aantal 17e- tot 19e-eeuwse iconen. De vrijstaande klokkentoren dateert uit 1730.
De kerk werd in augustus 1928 op last van de autoriteiten gesloten en overgedragen aan het museum van Oeglitsj. Na de instorting van de Sovjet-Unie vormde het gebouw onderwerp van een langdurig en bitter geschil tussen het museum en de Russisch-orthodoxe Kerk over het rechtmatige eigendom. Volledige teruggave van het gebouw aan de kerk vond plaats in 2009.

## Afbeeldingen

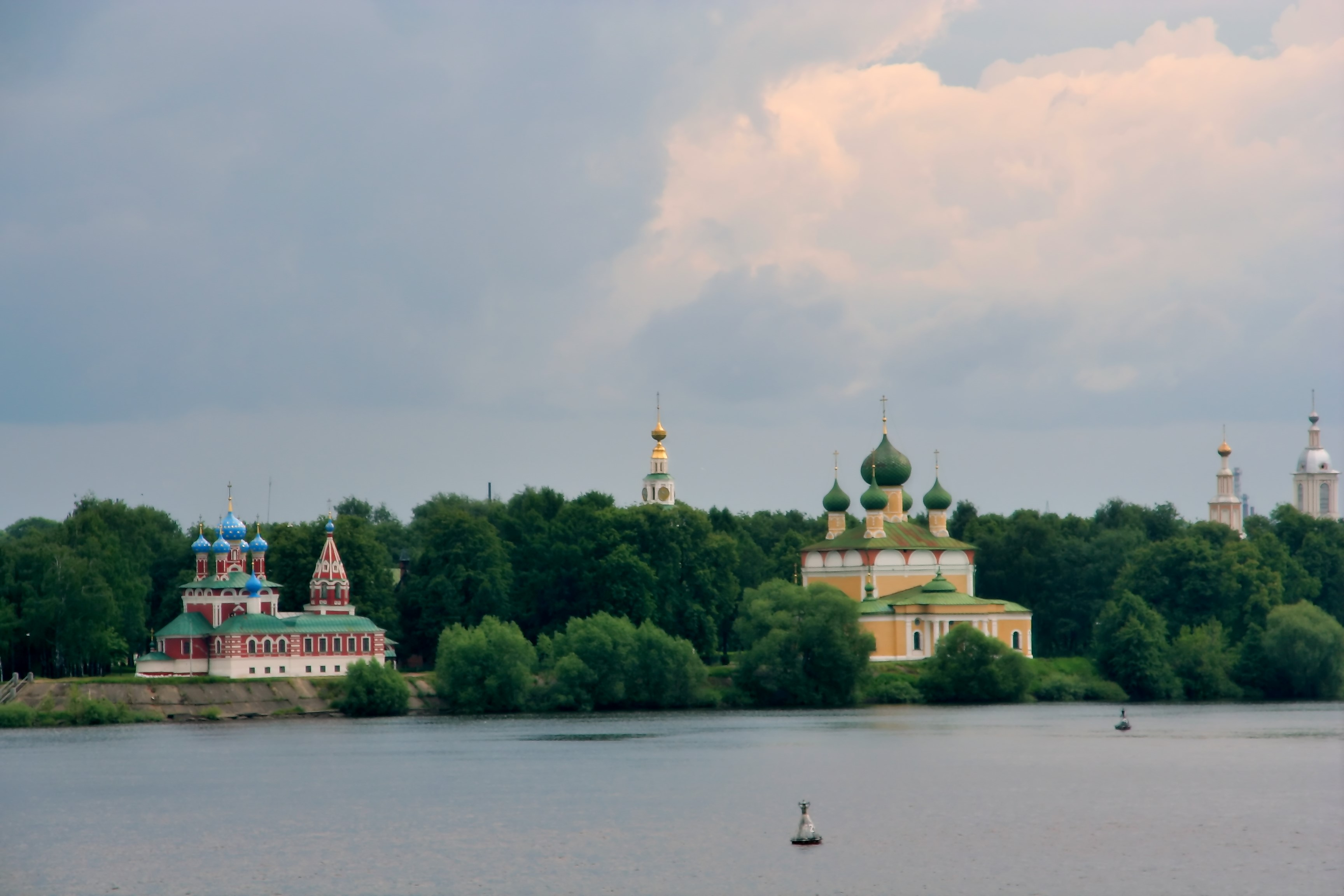
De kathedraal (rechts) vanaf de Wolga
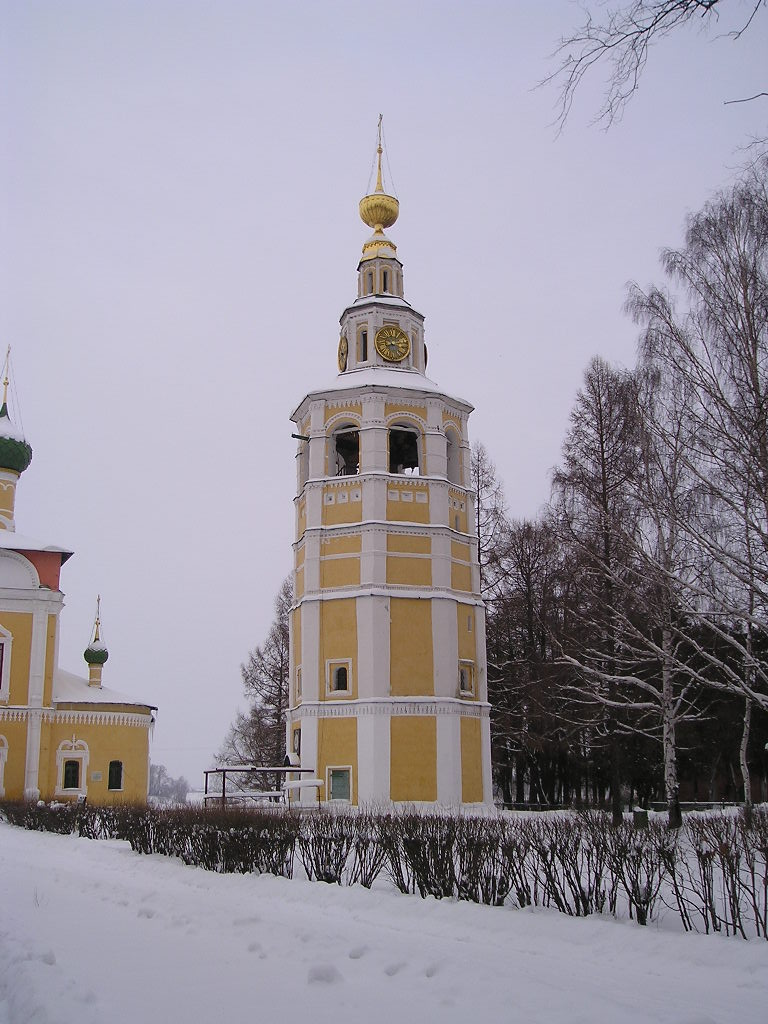
Klokkentoren
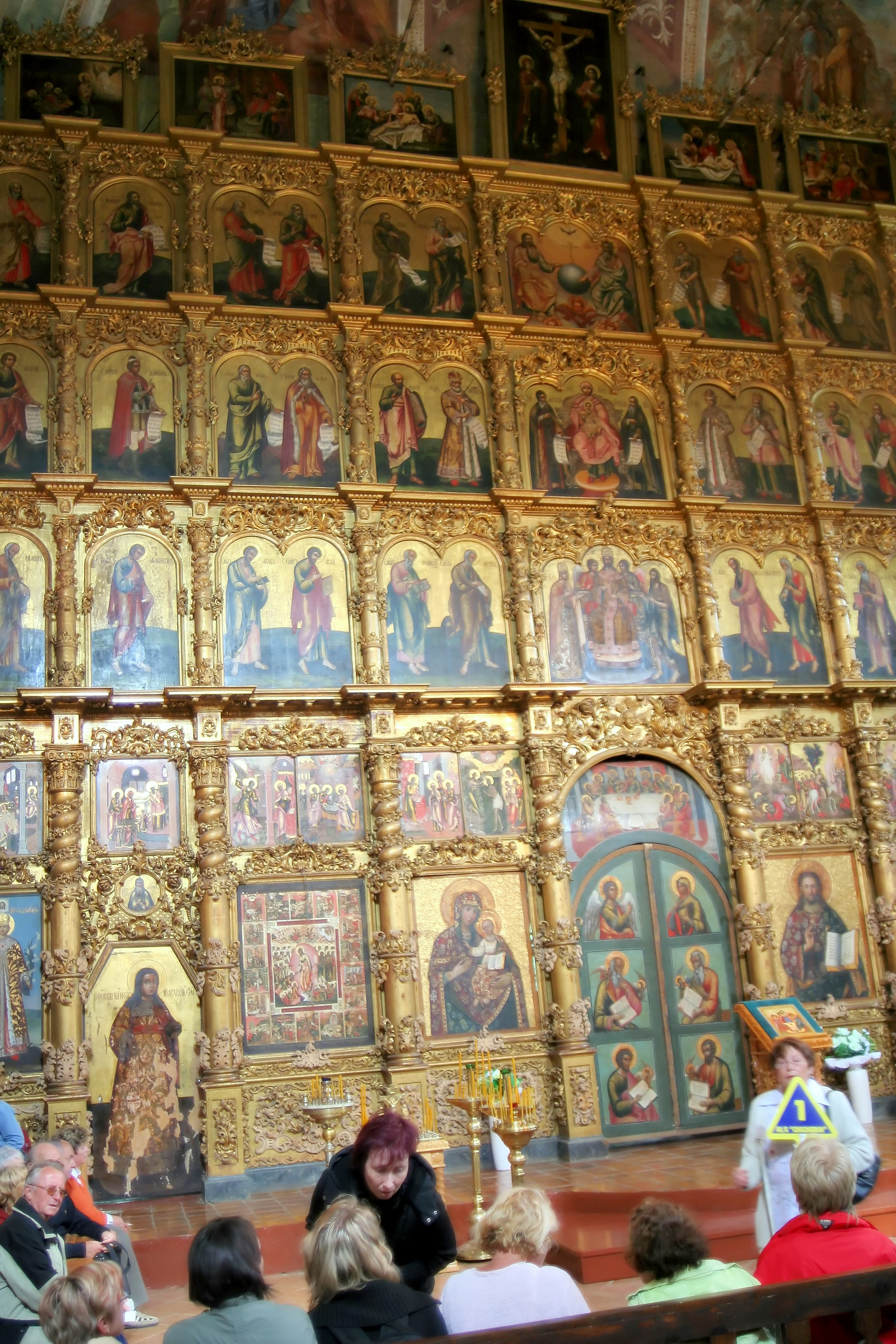
Iconostase
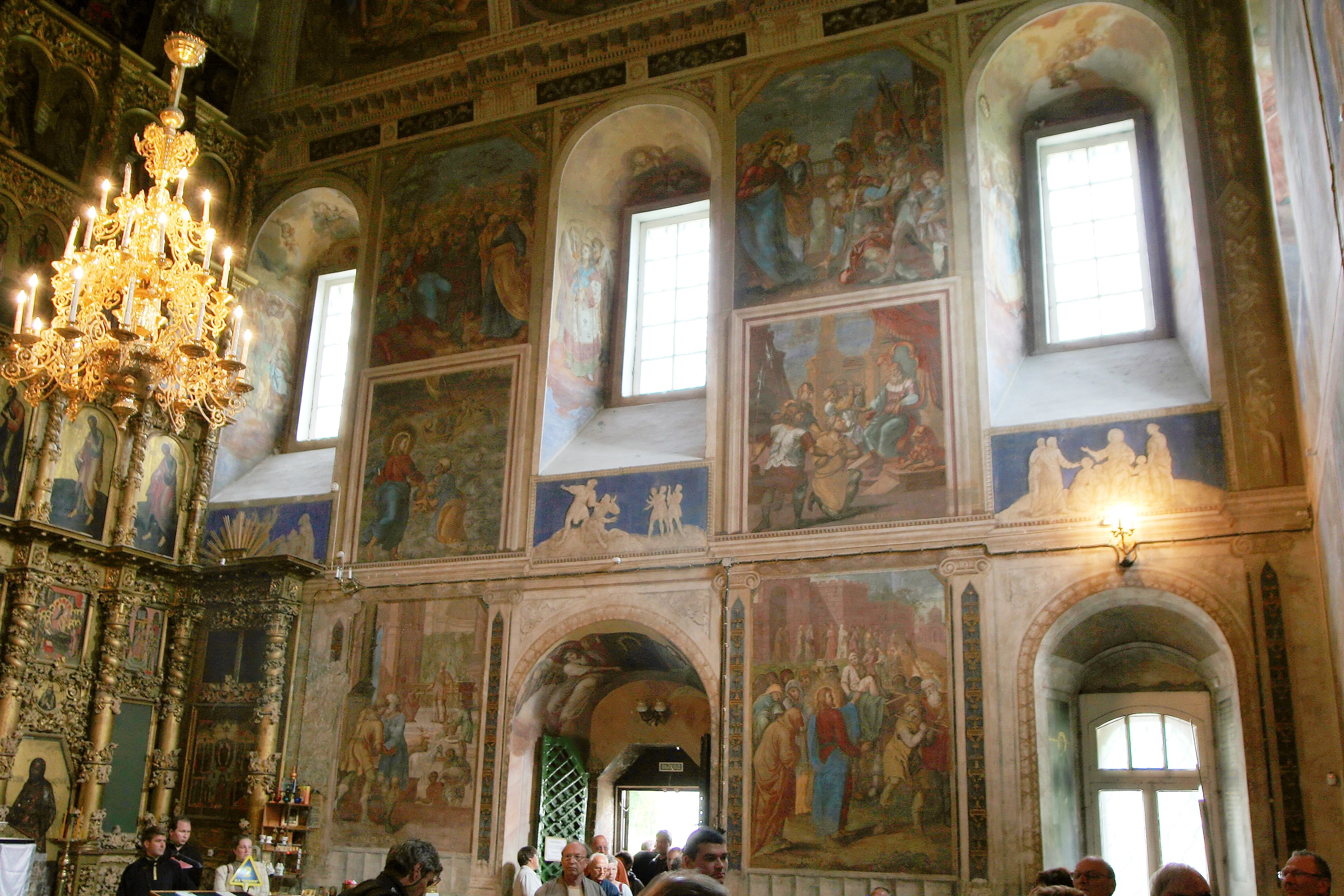
Bijbelse voorstellingen aan de muren
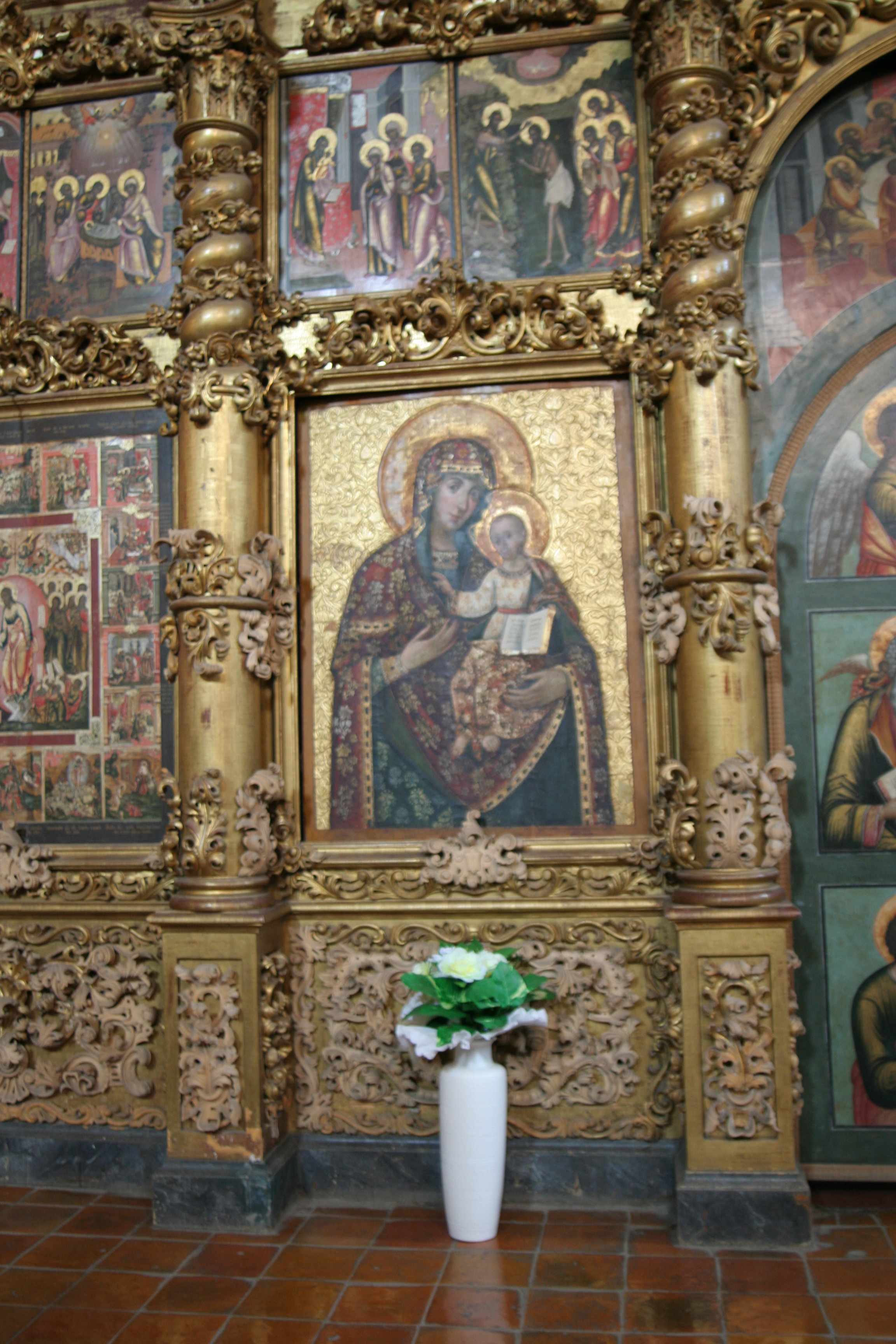
Icoon